# The Acreage (Florida)
The Acreage es un lugar designado por el censo ubicado en el condado de Palm Beach en el estado estadounidense de Florida. En el Censo de 2010 tenía una población de 38.704 habitantes y una densidad poblacional de 365,16 personas por km².

## Geografía
The Acreage se encuentra ubicado en las coordenadas 26°46′13″N 80°16′52″O / 26.77028, -80.28111. Según la Oficina del Censo de los Estados Unidos, The Acreage tiene una superficie total de 105.99 km², de la cual 105.77 km² corresponden a tierra firme y (0.21%) 0.23 km² es agua.

## Demografía
Según el censo de 2010, había 38.704 personas residiendo en The Acreage. La densidad de población era de 365,16 hab./km². De los 38.704 habitantes, The Acreage estaba compuesto por el 78.88% blancos, el 13.34% eran afroamericanos, el 0.28% eran amerindios, el 2.64% eran asiáticos, el 0.06% eran isleños del Pacífico, el 2.35% eran de otras razas y el 2.46% pertenecían a dos o más razas. Del total de la población el 17.78% eran hispanos o latinos de cualquier raza.